# (7209) Cyrus
(7209) Cyrus ist ein Asteroid des mittleren Hauptgürtels, der am 27. Oktober 1960 von dem niederländischen Astronomenehepaar Cornelis Johannes van Houten und Ingrid van Houten-Groeneveld entdeckt wurde. Die Entdeckung geschah im Rahmen des Palomar-Leiden-Surveys, bei dem von Tom Gehrels mit dem 120-cm-Oschin-Schmidt-Teleskop des Palomar-Observatoriums aufgenommene Feldplatten an der Universität Leiden durchmustert wurden. Unbestätigte Sichtungen des Asteroiden hatte es vorher schon am 24. Februar 1958 unter der vorläufigen Bezeichnung 1958 DJ1 am Goethe-Link-Observatorium in Indiana gegeben.
Der mittlere Durchmesser des Asteroiden wurde mit 6,415 (±0,163) km berechnet.
Die Rotationsperiode von (7209) Cyrus wurde 2009 von Brian D. Warner und 2015 von Adam Waszczak, Chan-Kao Chang, Eran Ofek et al. untersucht. Die Lichtkurven reichten jedoch nicht zu einer Bestimmung aus.
(7209) Cyrus ist nach Kyros II. benannt, auch genannt Kyros der Große, einem König der altpersischen Achämeniden-Dynastie aus dem 6. Jahrhundert v. Chr. Cyrus ist die lateinische Form von Kyros.